# كمبار أزرق
الكمبار الأزرق (باللاتينية: Trachomitum venetum) نوع نباتي يتبع جنس الكمبار من الفصيلة الدفلية من رتبة الجنطيانيات.

## البيئة والانتشار
موطنه بلاد الشام وتركيا والبلقان وإيطاليا. النوع نادر ومهدد بالانقراض.